# 金牌手的籌拍歷程
《金牌手》（英語：Gambit）是一部被取消製作的美國超級英雄電影，根據漫威漫畫旗下同名角色的故事改編，由二十世紀福斯製作和發行。本片原定是「X戰警系列電影」之一，並由查寧·塔圖飾演主角金牌手。
金牌手一角早在2009年電影《X戰警：金鋼狼》中出場，由泰勒·基奇飾演，但沒有獲得很好的評價。2014年初，製片人蘿倫·雪勒·唐納對塔圖主演的金牌手電影感興趣，塔圖於同年5月正式簽約。自那以來，製作一直處於開發地獄的階段，魯柏·華爾特、道格·李曼和高爾·韋賓斯基先後接下導演一職，但隨著發行日期多次被延後，三位導演都接連退出。
《金牌手》原定於2020年3月13日在美國上映，隨著福斯併入華特迪士尼旗下，電影的開發被暫停。2019年5月，迪士尼宣佈取消製作電影。

## 早期發展

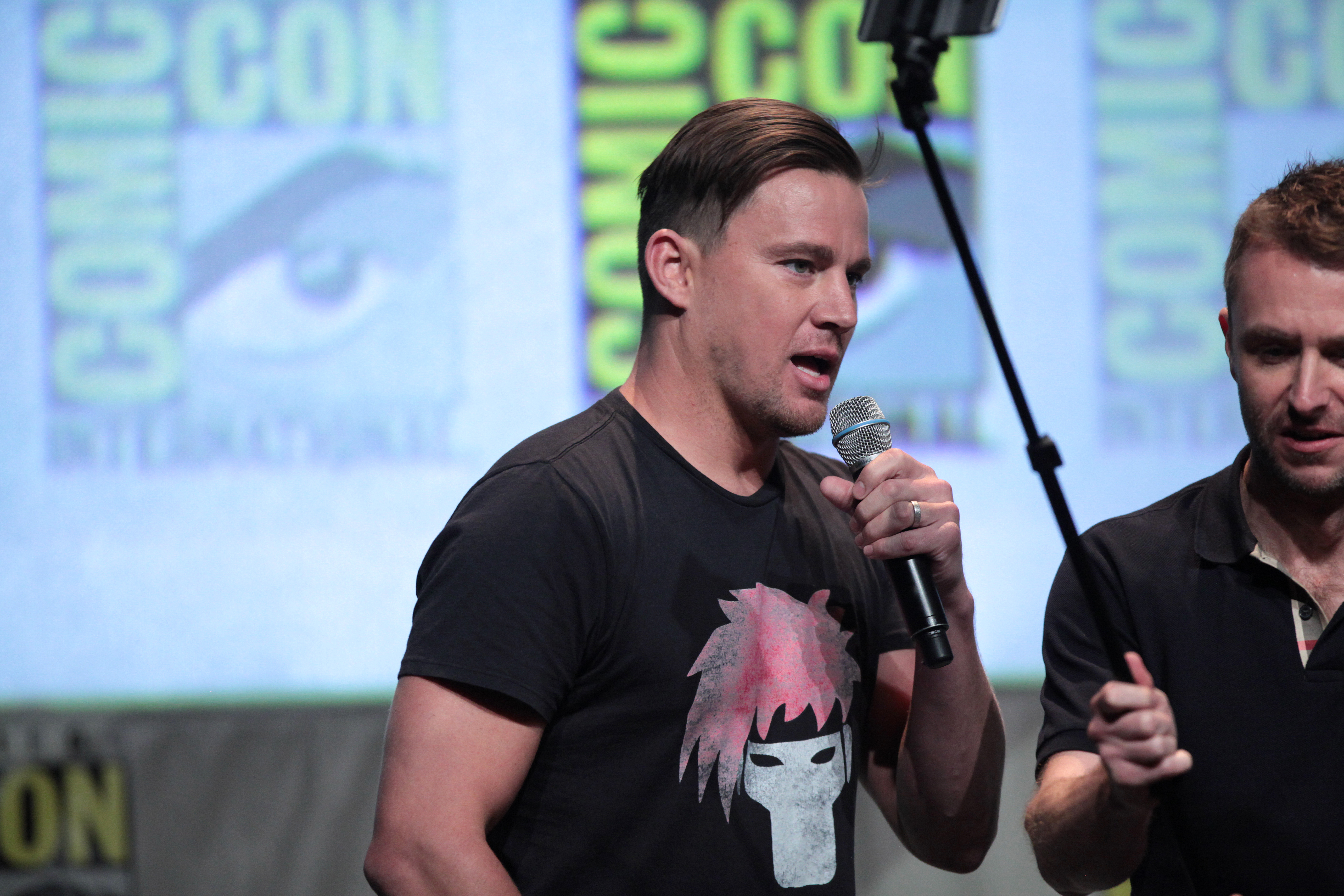
製片人兼主演查寧·塔圖在2015年聖地牙哥國際漫畫展上宣傳《金牌手》。

在2003年電影《X戰警2》中，導演布萊恩·辛格要求替身演員詹姆斯·班福德飾演金牌手在電影中客串。最後該片段在正片中被刪減，而班福德認為在未來需要知名度更高的演員飾演該角色。辛格希望金牌手在續集《X戰警：最後戰役》中扮演重要角色，並由基努·李維飾演，但後來辛格沒有回歸執導《X戰警：最後戰役》。由賽門·金柏格和扎克·佩恩組成的新編寫團隊將在辛格離開後撰寫下《X戰警：最後戰役》的劇本，儘管他們想在電影中引入角色，但最後他們放棄，以便金牌手在未來的電影中扮演更重要的角色。在作出這個決定之前，喬許·霍洛威一直被視為金牌手的人選，但因電視劇《LOST檔案》拍攝行程衝突而放棄。然後查寧·塔圖被選中飾演角色，但該角色的故事是在選角之前已經寫好的。

漫畫角色金牌手。

2007年10月，金牌手有望在外傳電影《X戰警：金鋼狼》中登場，該電影定於2009年上映。由於與電影《特種部隊：眼鏡蛇的崛起》的檔期衝突，塔圖當時無法參演，而泰勒·基奇最終成為該角色的人選，並簽下三部電影的合約。製片人傑夫·卡茲相信該角色會受到好評，並表明金牌手可以發展成一部獨立電影，跟萊恩·雷諾斯的死侍電影計劃一樣。然而，《X戰警：金鋼狼》並沒有得到評論家的好評，而基奇的表現並沒有讓他成為福斯高管們預期中的突破。2013年9月，塔圖表示有興趣接替基奇飾演金牌手，並說“金牌手是我最喜歡的角色，我來自新奧爾良，我爸爸也是來自新奧爾良，我喜歡做卡郡口音，我真的可以。不要批評泰勒·基奇，因為我真的喜歡他的金牌手，但我一直生活在卡郡人的周圍……金牌手總是喜歡被女人愛上、吸煙和喝酒。他是所有超級英雄的龐克搖滾”。
2014年1月，X戰警系列的製片人蘿倫·雪勒·唐納透露，她已經開始與塔圖一同製作一部金牌手的電影。她說電影“不一定是一部偉大的大電影。這是一部有關新奧爾良的小偷的電影，是一個完全不同的故事”。2014年5月，塔圖正式簽約飾演角色，並將先在電影《X戰警：天啟》中登場。2014年10月，製片人正在討論電影的故事並尋找一位編劇。同月底，喬許·澤特默（Josh Zetumer）被聘為電影編劇。金牌手的創作人克里斯·克萊蒙特也參與故事製作。該片由唐納、金柏格和塔圖的製作公司Free Association一同製片。 2015年1月，福斯將該片定於2016年10月7日發行。幾個月後，塔圖曾邀請班奈特·米勒、戴倫·艾洛諾夫斯基、蓋瑞斯·艾文斯和J·C·錢德爾擔任導演一職，但他們都推掉了。5月，澤特默完成了他的劇本初稿，塔圖將其描述為“殺手”起源故事，改變了“這些電影中的一些比喻”。

## 魯柏·華爾特
2015年6月，魯柏·華爾特簽約執導電影。塔圖說“我們終於找到了一個我確實相信想要製作《金牌手》的人了”。塔圖補充說“這部電影在超級英雄電影中是一個非常與眾不同的機會”，並且表示金牌手不會出現在《X戰警：天啟》中。塔圖開始跟雷德·卡羅林的魔術師朋友鄺大衛學習撲克牌魔術的技巧。拍攝定於10月下旬或11月初在新奧爾良進行。7月底，製作預算約1.54億美元，主要用於路易斯安那州。幾位女演員為女主角正在進行測試，其中包括蕾雅·瑟杜。
2015年7月底，塔圖與福斯重新簽約。由於休·傑克曼飾演的金鋼狼即將退休，福斯打算讓塔圖的金牌手成為“主要角色”之一。蕾貝卡·弗格森和艾比·麗·科肖也為女主角貝拉唐娜·布特魯進行測試，但弗格森很快就選擇電影《列車上的女孩》而放棄角選。8月底，確定由瑟杜飾演。
9月，由於拍攝延遲，導致華爾特因為行程衝突而離開該項目。有報導指出，因為劇本不斷的更改，令福斯、華爾特和金柏格產生劇本意見分歧。華爾特後來在2019年3月表示，他離開該項目是因為福斯在電影《驚奇4超人》的失敗後大幅刪減了預算，他們需要按照預算重新撰寫劇本，但離福斯排定的開拍時間只剩下10週，讓他只好放棄計劃。

## 道格·李曼

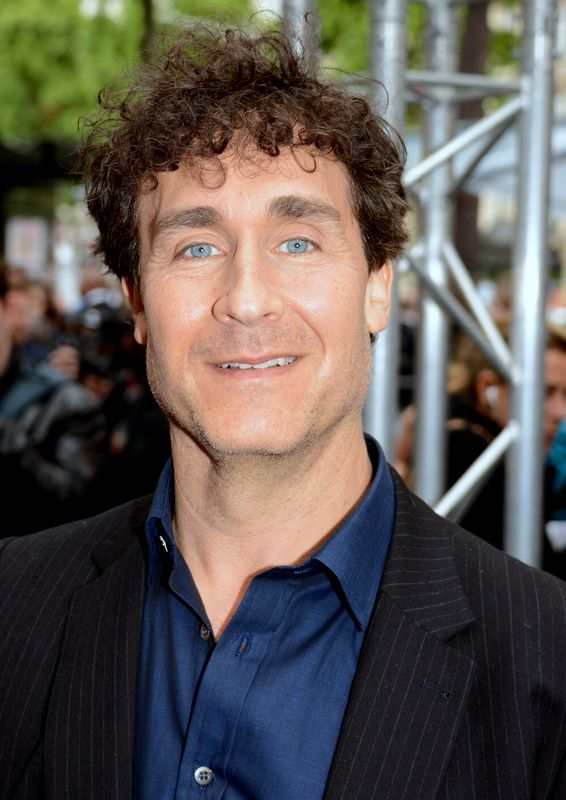
道格·李曼在2015年11月成為該片的導演，但在2016年8月，由於劇本問題離開該項目。

為了保持電影的發行日期，福斯開始“瘋狂地”與華爾特的潛在替代者會面，包括導演道格·李曼、喬·柯尼許、沙恩·布萊克和蓋瑞·葛雷。李曼正在最後一次洽談，以便在2015年11月拍攝電影。他已經開始與塔圖、卡羅林、澤特默和金柏格一起製作劇本。金柏格指出“X戰警系列電影已經開始拓展到不同的格調，如無禮且R級的2016年電影《惡棍英雄：死侍》。《金牌手》將擁有自己不同的風味和格調，在某種程度上更像是一部搶劫電影和性感的驚悚片”。2016年1月，拍攝定於同年3月進行。
2016年2月，福斯延後了本來定於10月上映的《金牌手》的檔期。李曼很快就選擇執導電影《危牆狙擊》，同時等待《金牌手》的新劇本草稿，並打算在2016年底開始製作電影。塔圖和卡羅琳正在尋找一位新編劇來重寫劇本，並為電影尋求不同的創作方向，而李曼預計將放棄華爾特的人選瑟杜，自己重新選角。5月，金柏格解釋該團隊對電影的劇本一直不滿意，但現在“非常接近”完成它。他補充說“最重要的是讓格調和話語正確.......希望《金牌手》像《惡棍英雄：死侍》一樣，在X戰警宇宙中開始新的系列，我們希望確保我們做對了”。
7月，金柏格讚揚了《金牌手》的劇本，並表示他們現在的目標是在2017年初開始拍攝 。然而，李曼在下一個月與福斯因為“相互分歧”而離開了該項目，選擇執導改編自黑暗正義聯盟的《黑暗宇宙》（Dark Universe）。後來李曼解釋“完全是因為劇本，我必須與劇本有聯繫”。

## 高爾·韋賓斯基
2016年11月，《金牌手》預計將在塔圖完成電影《羅根好好運》的工作後再次開始發展。2017年1月，唐納確認塔圖仍然依附於該項目之中。2月，金柏格形容電影正在“積極發展”中。 他表示希望該項目能在2017年底之前準備好，然後在2018年初開始拍攝。他指出，當時已有三部X戰警電影將在2018年上映，因此《金牌手》“可以再等一下”。金柏格補充說“塔圖決心要與雷諾斯和傑克曼一樣捕捉到角色的精髓，並強調福斯打算建立金牌手的系列電影”。

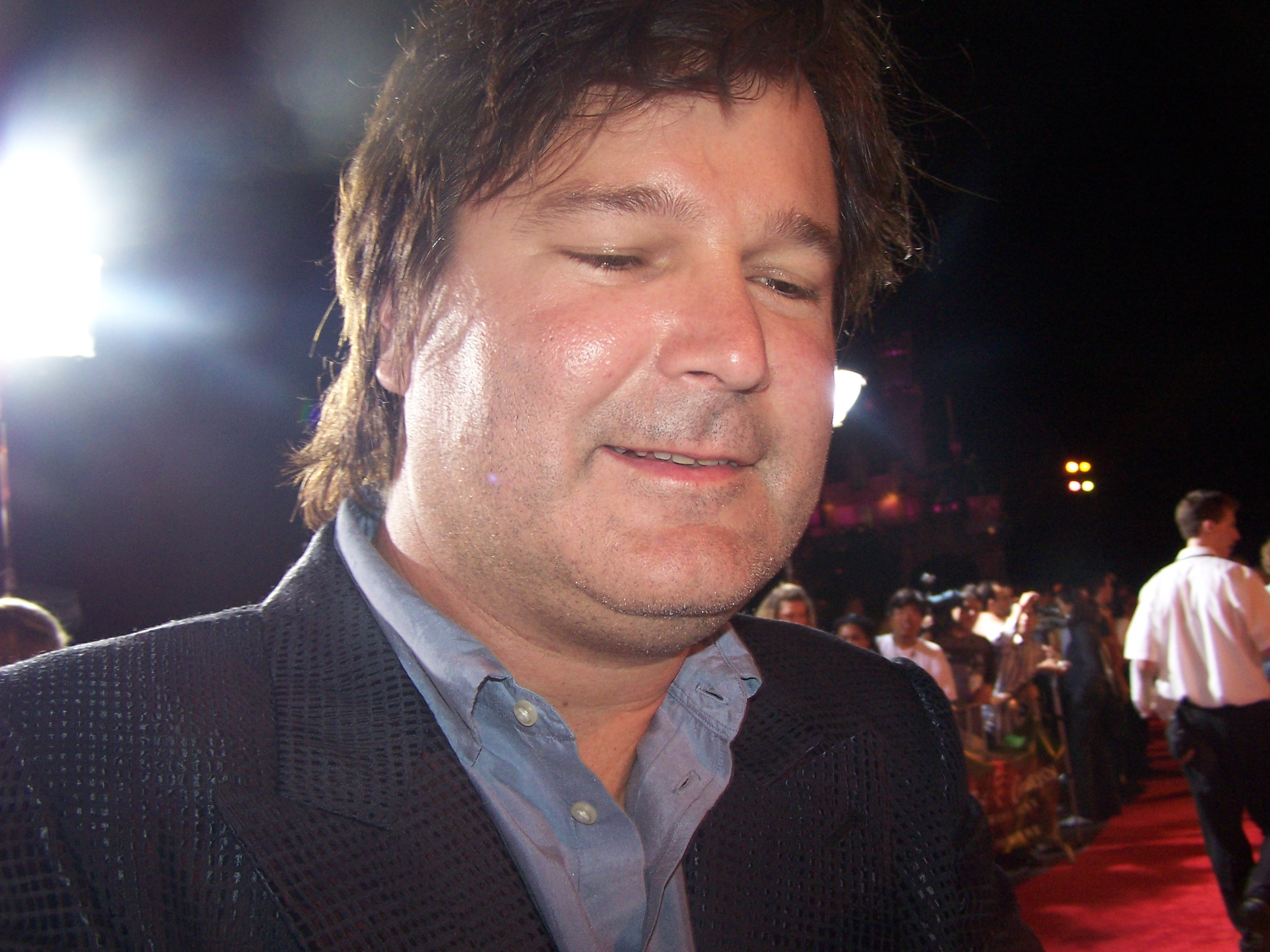
高爾·韋賓斯基在2017年10月成為該片的導演，但在2018年1月因檔期衝突和創作分歧離開該項目。

2017年5月底，X戰警系列的製作人哈奇·帕克（Hutch Parker）雖然無法提供有關該片的最新消息，但他表示“仍然對《金牌手》存在渴望和有著濃厚的興趣”。7月，塔圖強調他還在積極參與電影的製作，並討論了電影的漫長發展時期以及製作的許多延遲問題，說
我覺得我們真的超級、超級幸運，我認為許多的挫折，事後我們會把它們視為巨大的祝福，因為我們正在製作它，我們正在典範轉移中撰寫一部電影的劇本，所以我們很幸運沒有選用原先的劇本，因為我認為它不怎麼完整。這是一個好主意，我們正朝著正確的方向前進。然後我們從《羅根》和《惡棍英雄：死侍》完全不同的典範轉移中學習。
2017年8月，塔圖表示《金牌手》的劇本工作已經“重新開始”。10月，韋賓斯基正為執導電影一事進行洽談，這被描述為福斯的“高度優先”。一星期後，電影定於2019年2月14日上映，並確認韋賓斯基將執導電影。同月底，選角工作“正在進行中”，而曾因電影《窗外有藍天》和《瘋狂麥斯：憤怒道》獲得奧斯卡最佳服裝設計獎的珍妮·畢凡被聘為服裝設計師。11月，麗茲·凱普蘭正為飾演女主角進行洽談，而拍攝定在新奧爾良進行。12月，拍攝工作定於2018年3月在新奧爾良開始。2018年1月，韋賓斯基因檔期衝突退出該項目，亦有報導指出創造性分歧也是韋賓斯基離開的原因之一。福斯隨後將上映日期延至2019年6月7日。

## 重新發展和取消
儘管福斯最初打算在韋賓斯基離開後繼續保持在3月進行拍攝，但在2018年1月底，福斯將其從製作時間表中撤下。福斯預計新的劇本草稿將在3月出現。儘管電影缺乏導演，但製作還是亮綠燈，意味著福斯已對其進行了預算編制。新的製作日期定於2018年6月19日開始，具體取決於會否找到導演人選。
2018年4月，製片人與幾位導演會面。5月，金柏格表示他和塔圖對當前劇本感到滿意，並希望在接下來的幾周裡挑選一位新導演，而且在今年夏季結束時開始拍攝。他補充說，迪士尼收購21世紀福斯並沒有影響他們當時的電影計劃。9月，福斯被認為有興趣在2019年2月15日開始製作，而且仍然希望在新奧爾良進行拍攝。9月底，金柏格確認他們現在正準備在2019年初進行《金牌手》的製作。他將電影形容為“鬆散”的浪漫喜劇，因為福斯希望每個X戰警外傳電影的主角都有不同的格調個性（如《惡棍英雄：死侍》的粗俗喜劇格調和《羅根》的西部片“氛圍”），而金牌手就是一個騙子和花花公子，而我們覺得電影會是一部浪漫喜劇。在那時，福斯再次把上映日期延至2020年3月13日，卡羅林被認為一直在與澤特默共同撰寫劇本。
10月，金柏格證實他們正在開發的電影版本與之前的計劃有很大不同，這就是為什麼基調會從搶劫電影變成浪漫喜劇的原因。他闡述，由於金牌手仍然是一個小偷，一些搶劫的元素仍留在電影中，但將集中在金牌手和貝拉唐納之間的愛情故事。金柏格把電影的新方向以《史密斯任務》、《舊歡新寵：費城故事》和《小報妙冤家》作比較。當時，《Screen Rant》的丹尼爾·沃本（Daniel Woburn）認為該電影很可能在迪士尼收購福斯完成後被取消製作，因為漫威影業希望把X戰警的角色整合到他們的漫威電影宇宙（MCU）中。
2019年1月，據報導塔圖有興趣主演兼親自執導電影。2月，唐納透露，《金牌手》以及其他由福斯製作的漫威電影，在迪士尼收購福斯完成之前一直處於“擱置狀態”。收購完成的一星期後，金柏格表示電影正在被漫威評估。2019年5月，《金牌手》被迪士尼正式取消製作，並從上映時間表中撤下。
2024年7月，漫威電影《死侍與金鋼狼》上映，查寧·塔圖客串金牌手，以嘲諷《金牌手》個人電影在迪士尼收購福斯後取消製作一事。